# 白蛇新傳
《白蛇新傳》是由仙鳳鳴劇團劇務委員會集體創作的粵劇劇本，改編自中國因大民間傳說之一的《白蛇傳》。此劇是仙鳳鳴劇團的第九屆（即最後一屆）劇目，由於當時唐滌生已去世，《白蛇新傳》是由白雪仙、葉紹德、何建章、南宮博、胡韺等人集體創作而成。《白蛇新傳》在1961年首演，先在9月19日起一連九天在利舞台公演，9月30日至11月6日移師至九龍普慶戲院，兩台合共公演47天。

## 劇情
修道千年的白蛇（白素貞）因動了凡心，遂與青蛇（青兒）結伴下凡，在西湖河畔邂逅書生許仙，彼此暗生愛慕，並結成夫婦。許仙與白素貞二人婚後，合力經營藥店，當時江浙發生瘟疫，白素貞終日於藥店忙碌，對百姓贈醫施藥，為大眾解救不少疾苦，卻因此引起金山寺主持法海禪師的妒恨。法海暗施計策，使白素貞在端陽節時誤飲雄黃酒，在許仙面前露出蛇精原形，即時將許仙嚇死。白素貞為救丈夫，不惜身冒萬險往崑崙山盜取靈芝仙草，終於救活許仙。
但是，法海仍不甘心罷休，強行將許仙在斷橋擄走。素貞忍無可忍，遂率領眾水族與法海展開爭鬥。白素貞產子之後，被法海壓於雷峰塔下，迫得與丈夫分手，而許仙循跡深山修道。若干年後，南極仙翁與眾仙人，毀碎雷峰塔，救出白素貞。最後，情比金堅的白素貞和許仙夫婦，經歷重重挫折後，最終破鏡重圓，夫妻同返天宮。

## 場目
- 序幕：〈下凡〉
- 第一場：〈遊湖〉
- 第二場：〈驚變〉
- 第三場：〈盜草〉
- 第四場：〈斷橋〉
- 第五場：〈水漫〉
- 第六場：〈合砵〉
- 第七場：〈毀塔〉
- 第八場：〈仙圓〉

## 演員
1961年粵劇《白蛇新傳》首演時的開山演員：
| 演員   | 角色             | 簡介                                 |
| 任劍輝 | 許仙             | 白素貞之夫                           |
| 白雪仙 | 白素貞           | 原為修道千年的白蛇，下凡成為許仙之妻 |
| 梁醒波 | （先飾）艄公     |                                      |
| 梁醒波 | （後飾）南極仙翁 |                                      |
| 靚次伯 | 法海             | 金山寺主持                           |
| 任冰兒 | 青兒             | 原為青蛇，與白蛇結佯下凡             |
| 林家聲 | （先飾）鶴童     |                                      |
| 林家聲 | （後飾）韋陀     |                                      |
| 陳寶珠 | （先飾）鹿童     |                                      |
| 陳寶珠 | （後飾）哪吒     |                                      |
| 梁寶珠 | 蚌精             |                                      |
| 吳世勳 | 仙童             |                                      |
| 余惠芬 | 許仙之姐         |                                      |
| 歐偉泉 | 李仁             |                                      |
| 朱少坡 | （先飾）店夥     |                                      |
| 朱少坡 | （後飾）甲沙彌   |                                      |